# Sisyrinchium angustissimum
Sisyrinchium angustissimum là một loài thực vật có hoa trong họ Diên vĩ. Loài này được (B.L.Rob. & Greenm.) Greenm. & C.H.Thomps. miêu tả khoa học đầu tiên năm 1914 publ. 1915.